# 应用气象学
应用气象学（英語：applied meteorology），是指研究有关专业与气象条件的相互关系及气象学应用于有关专业所形成的各专业气象学的统称。該學科將氣象數據、分析、預測技術應用到實際上，如環境健康、天氣改造等。
相关知识有大气物理学、天气气候学、农业气象学、遥感原理及应用、地理信息系统、生态学、环境科学。